# Bjarni Valdimarsson
Bjarni Ófeigur Valdimarsson, född 29 november 1998, är en isländsk handbollsspelare som spelar för tyska GWD Minden.
Han har tidigare spelat för IFK Skövde, dit han kom hösten 2020 som ersättare för norrmannen Kristian Stranden som blivit köpt av Sønderjyske i Danmark.
Med IFK Skövde har Valdimarsson spelat två SM-finaler, och båda gångerna slutat som tvåa. Första gången 2021 när IFK Skövde förlorade mot IK Sävehof, och 2022 när IFK Skövde förlorade mot Ystads IF i en kontroversiell fjärde match mellan lagen.